# 薩曼莎·布里西奧
薩曼莎·布里西奧（Samantha Bricio，1994年11月22日—），墨西哥女子排球運動員，司職主攻。現時效力於俄超豪門球隊喀山迪納摩女排俱樂部。
在2010年開始成為墨西哥國家女子排球隊一員。布里西奧的主攻表現達世界水準，但其國家排球隊卻不達世界水準令其窒礙發展。由於其出色表現，很快便有世界一流的球隊邀請其加盟。她亦曾加盟過世界兩大頂尖聯賽（土超及意甲）的豪門球隊。